# Brunneria borealis
Brunneria borealis är en bönsyrseart som beskrevs av Samuel Hubbard Scudder 1896. Brunneria borealis ingår i släktet Brunneria och familjen Mantidae. Inga underarter finns listade i Catalogue of Life.
Arten utmärker sig genom att vara en av få registrerade arter där inga hanar finns, utan alla vuxna individer är honor som fortplantar sig genom kläckning av obefruktade ägg. 

## Bildgalleri

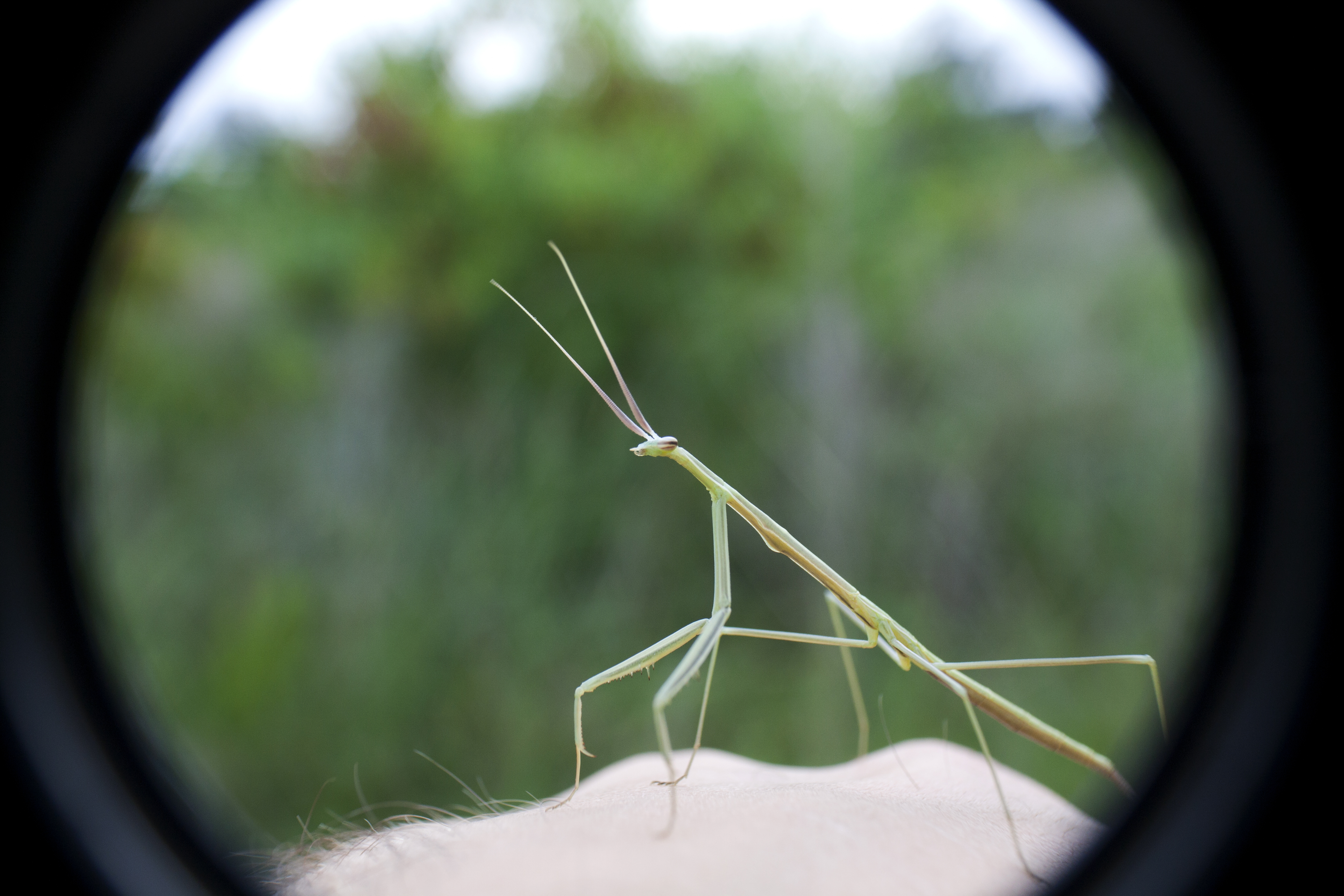